# Poweryoga
Poweryoga är en yogaform som bygger på ashtanga vinyasa-yoga. Poweryoga är inte en officiell yogaform och kan ibland sammanblandas eller benämnas Vinyasayoga. Yogaformen uppfattas ofta som mer kommersiell än andra yogaformer.
Poweryoga utvecklades av Beryl Bender Birch på 1980-talet och formen har beskrivits som "en modern form av yoga som är dynamisk, krävande och anpassad till västerländska förhållanden". Poweryoga anpassas efter utövaren med målet att nå styrka, balans och smidighet.

## Särdrag
Utmärkande för poweryoga är att andningen står i fokus och att asanas (kroppspositioner) binds samman till hela sekvenser med glidande övergångar. Yogaformen ska särskilt förbättra muskelstyrka och kondition. Även kaloriförbrukningen är ofta hög under ett pass poweryoga. Även om yogan anpassas efter utövaren är positionerna ofta utmanande. Poweryoga-klasser är sällan lika varandra.